# Tây Vương Mẫu
Tây Vương Mẫu (chữ Hán: 西王母, còn gọi là Vương Mẫu (王母), Dao Trì Kim Mẫu (hay Diêu Trì Kim Mẫu, 瑤池金母), Tây Vương Kim Mẫu (西王金母), Vương Mẫu Nương Nương (王母娘娘) hoặc Kim Mẫu Nguyên Quân (金母元君), là vị nữ thần cổ đại rất nổi tiếng trong truyền thuyết Đạo giáo Trung Quốc mà người Việt hay gọi là Bà Trời (Chữ Nôm: 婆𡗶) hay Địa Mẫu (地母), Vương Mẫu (王母).
Ban đầu, có truyền thuyết cho rằng Tây Vương Mẫu có diện mạo là một nữ thần già hung dữ, là một vị nữ thần gây tai vạ ở phía Tây của núi Côn Lôn, không khác gì một quái vật, theo bộ Sơn Hải Kinh. Về sau, theo sự xuất hiện của Lão Tử thời Xuân Thu và bộ Đạo Đức Kinh là nền tảng chính thống của Đạo giáo Trung Quốc, sự nổi lên của Đạo giáo và các truyền thuyết dần biến Tây Vương Mẫu thành một nữ thần hiền từ, vị thế của bà từ đó trở thành một trong những nữ thần tối cao và tiêu biểu nhất trong nhiều hệ thống tín ngưỡng Đông Á. Cùng với sự tôn sùng của Đạo giáo, Tây Vương Mẫu thông thường được hình dung là một bà già hiền lành, hoặc một nữ thần tiên dung mạo diễm lệ, sống ở tại núi Côn Lôn thuộc phía Tây, ngự bên cạnh một bờ hồ tiên cảnh được gọi là Dao Trì. Trong vườn của bà có trồng bàn đào là giống đào tiên, ăn vào trẻ mãi không già. Hình tượng về bà nổi lên trong thế kỉ 2 khi hình thành nên Con đường tơ lụa.

## Tên gọi và nguyên mẫu
Tây Vương Mẫu qua các đời có rất nhiều tên gọi, ngoài những tên gọi qua các nước đồng văn Đông Á, bà được nhiều triều đại về sau sắc phong.
Bà được đề cập lần đầu tiên là từ giáp cốt văn thời nhà Thương. Khi ấy, người ta mô tả bà là một vị thần ngự trị ở phương Tây, gọi là Tây mẫu (西母). Không rõ nguyên hình thực sự tạo nên hình ảnh của bà, nhưng vào lúc đó hình tượng của bà tương đối lớn và rất được tôn kính. Bấy giờ, có thể xem bà là nữ thần tối cổ xưa nhất từng hiện diện và thờ cúng có quy mô. Trong quyển Sơn hải kinh thời nhà Chu, bà được mô tả với hình thù kì quái với răng nanh của hổ, là một nữ thần nửa người nửa thú, tính khí dữ tợn thường gây bệnh dịch, nên đương thời còn gọi bà là Yêu mẫu (妖母).
| “ | 《Sơn Hải Kinh - Tây Sơn kinh》: "Núi Doanh Mẫu cách phía Tây 350 dặm, gọi là Ngọc Sơn, tương truyền là nơi ở của Tây Vương Mẫu. Tây Vương Mẫu kì trạng như người, nhưng có đuôi báo, răng hổ, có đeo trăng sức trên bồng tóc. Bà có tính nghiêm khắc và tàn ác". Quách Phác chú: "Chủ quản nghiêm trang trên trời và năm hình phạt tàn hại". 《Sơn Hải Kinh - Hải Nội Bắc kinh》: "Tây Vương Mẫu lấy đầu chim đái thắng cài lên tóc, ăn chim Tam Thanh để sống". 《Sơn Hải Kinh - Đại Mạc Tây kinh》: "Phía Nam của Tây hải, bên cạnh bãi Lưu sa, đằng sau Xích thủy, phía trước Hắc thủy, có một ngọn núi lớn. Ở trong có thần nhân mình hổ, có vằn và đuôi, tất cả đều trắng, ngự tại núi ấy. Bên dưới có một vực xoáy sâu, bên ngoài lại có một ngọn núi rực lửa, có một người đeo đầu chim đái thắng, răng hổ, đuôi báo, ở trong hang, gọi là Tây Vương Mẫu". | ” |

Về sau, bà dần dần được du nhập vào Đạo giáo, trở thành một nữ thần hiền hòa và là biểu tượng của trường sinh bất tử. Học giả Trang Tử mô tả trong quyển sách cùng tên như thể bà là một vị nữ thần tối cao, không ai biết bà đến từ đâu, không ai biết bà đi khi nào. Cũng theo Trang Tử, bà tọa tại một ngọn núi linh thiêng ở phía Tây là Côn Luân, có sự liên kết với mô tả từ thời Thương là một vị thần ở hướng Tây.

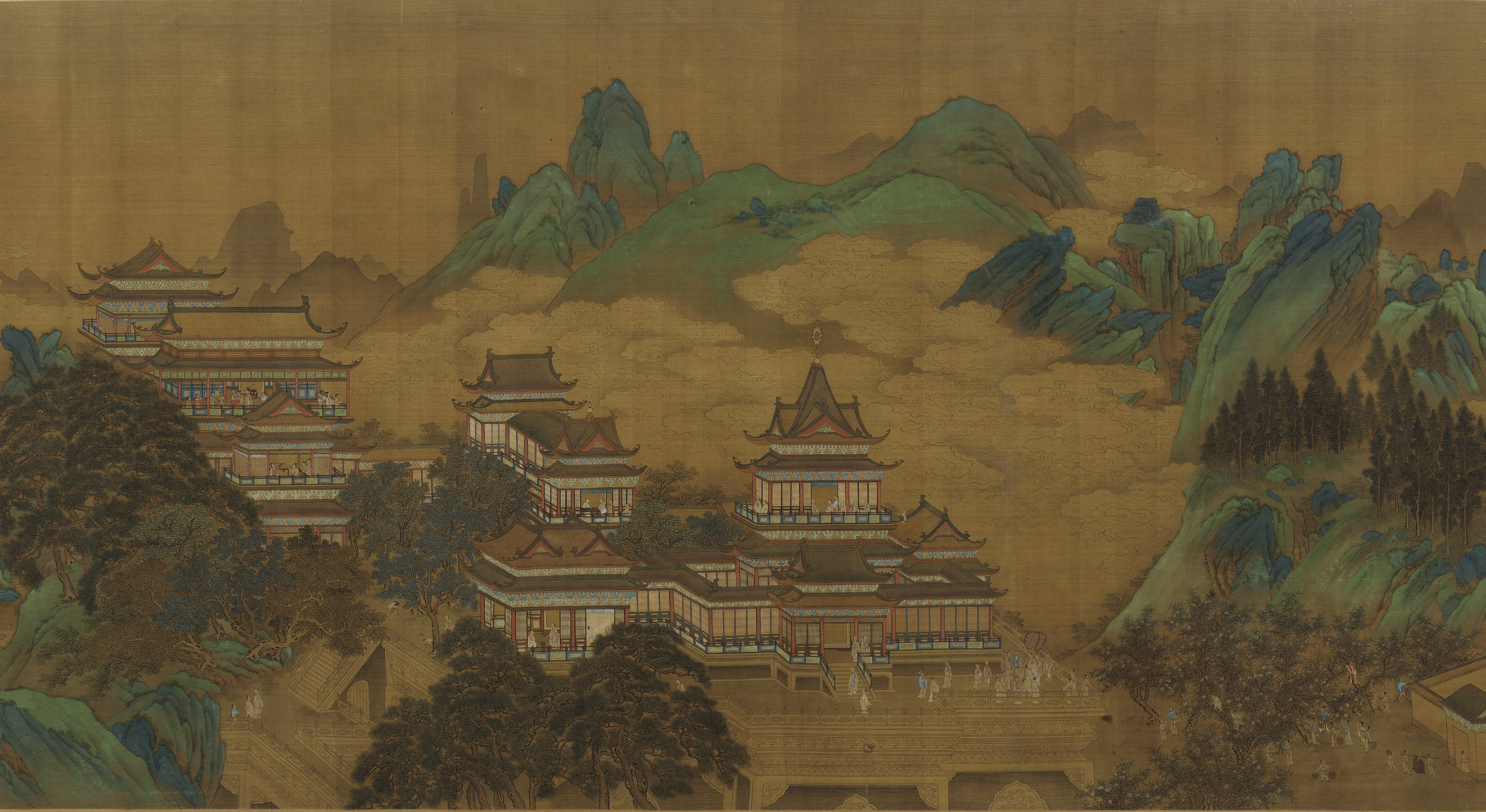
Cung vàng điện ngọc ẩn trong núi Côn Lôn của Tây Vương Mẫu, tranh vẽ vào thời nhà Minh.

Vào thời nhà Đường, thời kỳ nở rộ của thi ca, hình tượng Tây Vương Mẫu trở nên cực kỳ phổ biến. Những bài thơ về bà có thể tìm thấy trong Toàn Đường thi, một tuyển tập thi ca thơ Đường. Sau khi nhà Đường sụp đổ, thời Ngũ đại thập quốc, Đỗ Quang Đình, với Dung Thành tập tiên lục (墉城集仙錄), là người sớm nhất viết tổng hợp những truyện kí về Tây Vương Mẫu, thường được xem là người soạn thảo hoàn bị nhất về nhận thức của người đời Đường đối với Tây Vương Mẫu. Theo ghi chép của Đỗ Quang Đình, Tây Vương Mẫu đã giúp Lão Tử làm ra cuốn Đạo Đức Kinh. Vào năm thứ 25 của Chu Chiêu vương, Lão Tử đi chu du thiên hạ, gặp Tây Vương Mẫu và được bà trao cho cuốn sách này. Truyền thuyết này là một đặc thù của phái Thượng Thanh (上清), một phân nhánh của Đạo giáo mà ở đó Đỗ Quang Đình được xem là người khởi đầu. Ngoài ra, trong vài bài thơ thời Đường cũng mô tả việc gặp gỡ giữa Tây Vương Mẫu và Lão Tử, tuy nhiên lúc này vai trò của bà thấp hơn, và gọi ông là Nguyên Thủy Thiên Tôn. Đây là một truyền thuyết phổ biến trong các phân nhánh khác của Đạo giáo.
Đi theo hình tượng biến hóa, dần cũng có nhiều truyền thuyết về tên họ thật của bà, bởi vì "Tây Vương Mẫu" nhìn thế nào cũng chỉ là tên hiệu. Người đời Đường là Đoạn Thành Thức (段成式), sáng tác "Dậu dương tập trở - Nặc cao kí thượng" (酉陽雜俎·諾皋記上) đã viết rằng:「"Tây Vương Mẫu họ Dương, húy Hồi, trị ở Tây Bắc núi Côn Lôn, ngày Đinh Sử chết. Lại có cách nói tên bà là Uyển Cấm"; 西王母姓楊，諱回，治崑崙西北隅，以丁醜日死。一曰婉妗。」. Từ đó "Dương Hồi" cùng "Uyển Cấm" trở thành tên thật của Tây Vương Mẫu trong rất nhiều truyền thuyết.

## Truyền thuyết cùng hình tượng

### Gặp Chu Mục vương

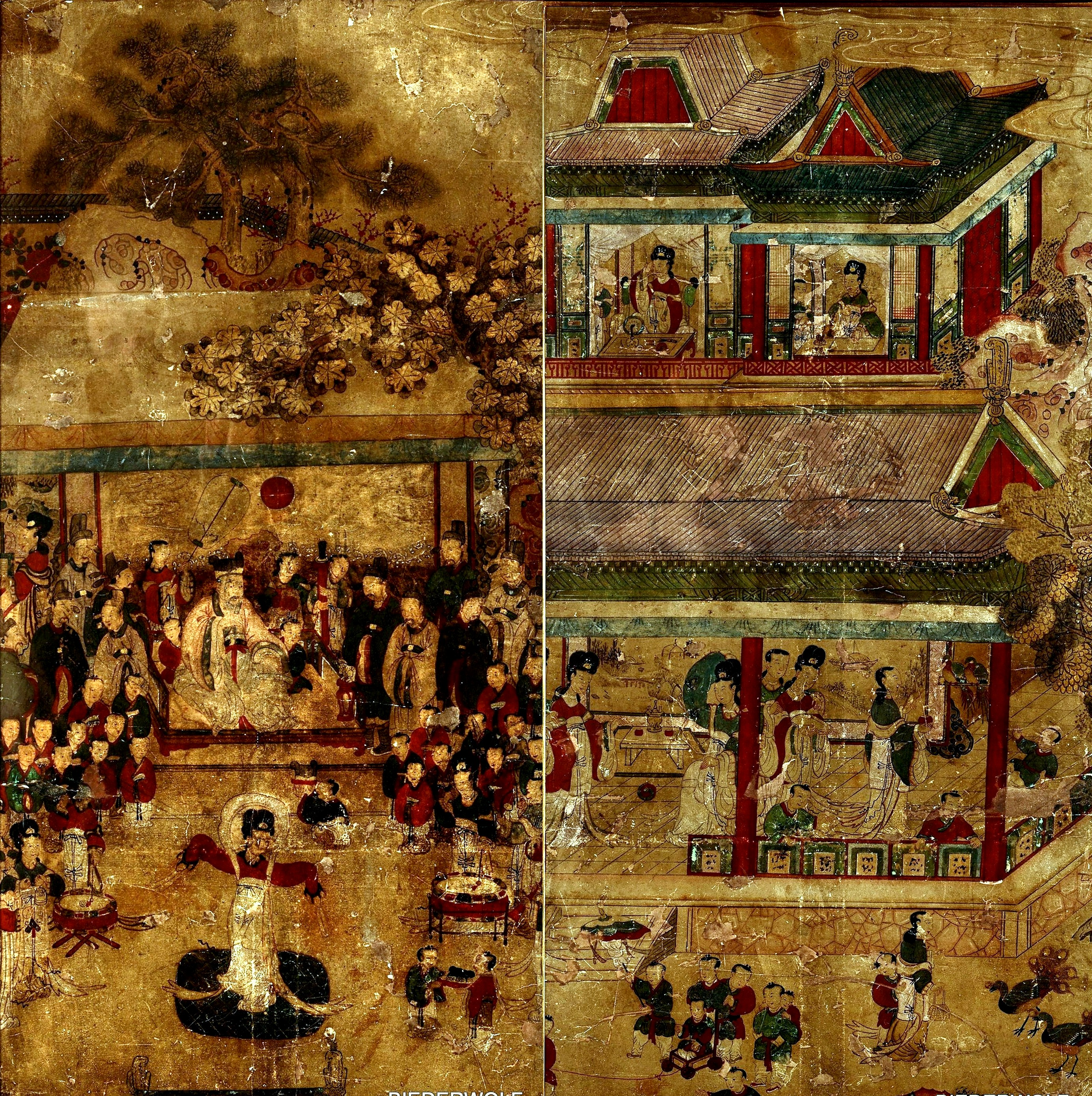
"Mục Thiên tử gặp Tây Vương Mẫu", tranh vẽ thời nhà Triều Tiên.

Một trong những truyền thuyết nổi tiếng nhất về bà là việc gặp gỡ Chu Mục vương thời Tây Chu - một trong những vị Thiên tử vĩ đại nhất của thời kỳ này.
Sách Mục thiên tử truyện là một bản sách bằng thẻ tre được cho là sáng tác vào khoảng đời Xuân Thu, được phát hiện vào đời nhà Tấn và được các văn nhân đương thời như Tuân Úc tiến hành soạn lại thành 6 quyển. Trong nội dung cuốn ghi chép này có một câu chuyện về việc Chu Mục vương xuất hành đi về phía Tây, tại đó ông đã gặp gỡ một nữ thần xinh đẹp được gọi là Tây Vương Mẫu. Ghi chép đại khái nói:
- 「"Chu Mục vương cưỡi tám con tuấn mã tên Xích Ký (赤驥), Đạo Ly (盜驪), Bạch Nghĩa (白義), Du Luân (逾輪), Sơn Tử (山子), Cừ Hoàng (渠黃), Hoa Lưu (驊騮) và Lục Nhĩ (綠耳), do Tạo Phụ đánh xe, Bá Yểu dẫn đường, ở khoảng năm thứ 13 (khi ông trị vì) đến năm thứ 17, tiến hành Tây chinh về phía núi Côn Lôn. Đoàn hộ giá xuất phát từ Tông Chu, vượt qua sông Chương, đi qua các vùng núi Hà Tông, Dương Hu, núi Quần Ngọc, hành trình qua 9 vạn dặm, trải qua Tứ hoang, chạm đến Lưu sa phía Bắc, diện kiến Tây Vương Mẫu. Sau đi đến Âm Sơn, cao nguyên Mông Cổ, bồn địa Tháp Lý Mộc, Thông Lĩnh"」.

Theo cách miêu tả trong "Mục thiên tử truyện", hình tượng của Tây Vương Mẫu vào thời gian này đã không còn kì dị nữa, mà trở thành một nữ thần có nhan sắc rất đẹp, giỏi ca hát, khiến Chu Mục vương mê mẩn. Cả hai người họ yêu nhau, Mục vương đem các của cải của mình mang đến thiết yến bên cạnh Dao Trì của Tây Vương Mẫu, cả hai say sưa đàn hát.
Tây Vương Mẫu hát ca dao:「"Bạch vân tại thiên, sơn cung tự xuất, đạo lí du viễn, sơn xuyên gian chi, tương tử vô tử, thượng năng phục lai"」, ý rằng Thiên tử đến cùng ta chung vui rất quý, nhưng liệu co thể gặp lại được chăng. Chu Mục vương nghe xong cũng thật cao hứng, cầm lòng không đậu mà cũng xướng khởi ca dao:「"Dư quy đông thổ, hòa trị chư hạ, vạn dân bình quân, cố ngô kiến nhữ, bỉ cập tam niên, tương phục nhi dã"」, ý rằng bản thân ông cần phải trở về cai trị dân chúng thật tốt, khi thiên hạ thái bình thì sẽ lại đến gặp Tây Vương Mẫu. Đối với chuyện gặp gỡ này Chu Mục vương nhớ mãi không quên, còn khắc lại trên đá của Yểm Sơn, trồng cây hòe bên cạnh.
Câu chuyện này tiếp tục được chép trong Trúc thư kỉ niên và Sử ký Tư Mã Thiên (mục Triệu thế gia).

### Gặp Hán Vũ Đế
Câu chuyện Tây Vương Mẫu gặp gỡ Hán Vũ Đế cũng là một trong những truyền thuyết nổi tiếng nhất nói về bà, có ghi trong Hán Vũ cố sự cùng Hán Vũ Đế nội truyện (漢武帝內傳) của Cát Hồng. Câu chuyện này xoay quanh về phép trường sinh bất tử.
Chuyện kể rằng, Hán Vũ Đế tin tưởng Đạo giáo, nghe nói mùng 7 tháng 7 (là ngày Thất tịch), Tây Vương Mẫu sẽ xuống điện nên vội vàng bày biện nghênh tiếp. Vào ngày đó, đúng canh hai, Tây Vương Mẫu ngồi xe mây màu tía xuống điện, gặp gỡ Hán Vũ Đế. Khi Tây Vương Mẫu gặp gỡ Hán Vũ Đế, bà đãi ông một buổi tiệc linh đình, tặng cho ông 7 viên đào tiên (có sách nói là 5 viên). Đào tiên của Tây Vương Mẫu được gọi Bàn đào (蟠桃), được gieo trồng ở vườn đào trên núi Côn Luân, có công hiệu trường sinh bất lão. Truyền thuyết chỉ cần ăn một trái đào tiên là có thể đủ kéo dài ba ngàn năm tuổi thọ. Hán Vũ Đế không thể tận dụng và học hỏi được các phép thần thông của bà và không thể đạt được đến sự bất tử như mong muốn.
| “                              | 王母命侍女以玉盤盛仙桃七顆，大如鴨卵，形圓青色，王母以三顆與帝，帝食之甘味，收核欲種之，王母曰：「此桃三千年一生實，中夏地薄，種之不生」。 . Vương Mẫu mệnh Thị nữ lấy mâm ngọc có 7 trái đào tiên, to như trứng vịt, màu xanh lá. Vương Mẫu lấy 3 trái ăn cùng Đế, Đế thấy vị rất ngon, muốn thu lại lấy hạt trồng. Vương Mẫu nói:「"Đào này 3000 năm mới sinh quả, đất ở Trung Hạ mỏng, trồng cũng không ra quả đâu"」. | ” |
| — Tây Vương Mẫu cùng Hán Vũ Đế | |   |

Sách "Hán Vũ Đế nội truyện" cũng miêu tả lại rất rõ dung nhan của Tây Vương Mẫu:
| “                                   | 王母上殿東向坐，着黃金褡襡，文采鮮明，光儀淑穆。帶靈飛大綬，腰佩分景之劍，頭上太華髻，戴太真晨嬰之冠，履玄璚鳳文之舄。視之可年三十許，修短得中，天姿掩藹，容顏絕世，真灵人也。 . Vương Mẫu lên điện, ngồi ở hướng Đông. Mặc áo màu hoàng kim, hoa văn đẹp đẽ, dung mạo sáng rỡ trong trẻo. Đeo một dải linh phi đại thụ, eo mang kiếm Phân Cảnh, trên đầu búi tóc hình hoa lớn, đội mũ Thái Chân Thần Anh, mang giày Huyền Quỳnh Phụng Văn. Nhìn tuổi chỉ cỡ hơn ba mươi, tu đoản đắc trung, thiên tư yểm ái, dung nhan tuyệt thế, thật là một người khác thường. | ” |
| — Hán Vũ Đế nội truyện - 漢武帝內傳 | |   |

### Đạo giáo truyền thuyết
Truyền thuyết về bà đáng tin cậy và phổ biến nhất, là trong các thần hệ Đạo giáo. Tây Vương Mẫu là nữ thần cai quản Tây Côn Lôn, cùng với chồng là Hạo Thiên Thiên Đế cai quản Thiên đình. Bà và Ngọc Hoàng Đại Đế không hề có quan hệ ruột thịt gì.
Đức Nguyên Thủy Thiên Tôn còn gọi là "Ngọc Thanh Nguyên Thủy Thiên Tôn", là vị tối cao trong Tam Thanh, cũng là vị Tôn Thần hạng nhất của Thần Tiên Đạo Giáo. Theo "Lịch đại thần tiên thông giám" tôn xưng Ngài là "Vị Tổ chủ trì cõi trời". Địa vị của Ngài tuy cao, nhưng lại xuất hiện muộn hơn Thái Thượng Lão Quân.
Hồi đầu của Đạo giáo không thấy nói đến Nguyên Thủy, trong "Thái Bình Kinh", Tưởng Nhĩ Chú" cũng đều không thấy ghi tên Ngài, kể cả trong thần thoại xưa Trung Quốc cũng không thấy nói đến hành trạng Ngài. Danh xưng Nguyên Thủy xuất hiện sớm nhất trong "Chẩm trung thư" ghi là "Trước lúc hổn độn chưa phân rõ (thái cực), đã có "tinh hoa của trời đất" hiệu là "Nguyên Thủy Thiên Vương"sẵn bên trong, sau phân hóa thành hai phần (lưỡng nghi), Nguyên Thủy Thiên Vương ở phía trên cõi trời, ngẫng lên hút thiên khí, cúi xuống uống địa tuyền (suối đất ) trải qua vô số kiếp , cùng với Thái Nguyên Ngọc Nữ thông khí kết tinh mà sanh ra Thiên Hoàng Tây Vương Mẫu. Thiên hoàng sanh ra Địa Hoàng, Địa Hoàng sanh ra Nhân Hoàng, tiếp tục sanh ra con cháu là Bào Hi, Thần Nông. Cho nên bảo rằng : "Phía trên Đại La có bảy ngọn núi báu gọi là Huyền Đô Ngọc Kinh, có ba cung. Thượng cung là nơi ở của Bàn Cổ Chân Nhân, Nguyên Thủy Thiên Vương và Thái Thái Thánh Mẫu". Như vậy, từ đây mới có danh xưng Nguyên Thủy Thiên Vương.
Sớm tại thời đầu Hán, truyền thuyết của Đạo giáo lưu truyền Tây Vương Mẫu có liên quan đến thuật trường sinh bất lão, đây cũng là hình tượng được gắng liền về bà nhất trong rất nhiều dị bản truyền thuyết, nhất là truyền thuyết của Đạo giáo. Trong sách "Hoài Nam tử" của Lưu An, có ghi lại câu chuyện giữa Hằng Nga và Hậu Nghệ, đã đề cập đến vai trò của thứ thuốc trường sinh và Tây Vương Mẫu là người nắm được bí mật của thứ thuốc ấy. Đây là tiền đề cho Đạo giáo thời Hán về sau, người Đạo giáo bắt đầu suy tôn Tây Vương Mẫu, địa vị của bà được tôn kính hơn hẳn. Thời Đông Tấn, các truyền thuyết của Đạo giáo cho rằng Tây Vương Mẫu là con gái của Đệ nhất thần trong Đạo giáo - Nguyên Thủy Thiên Tôn.

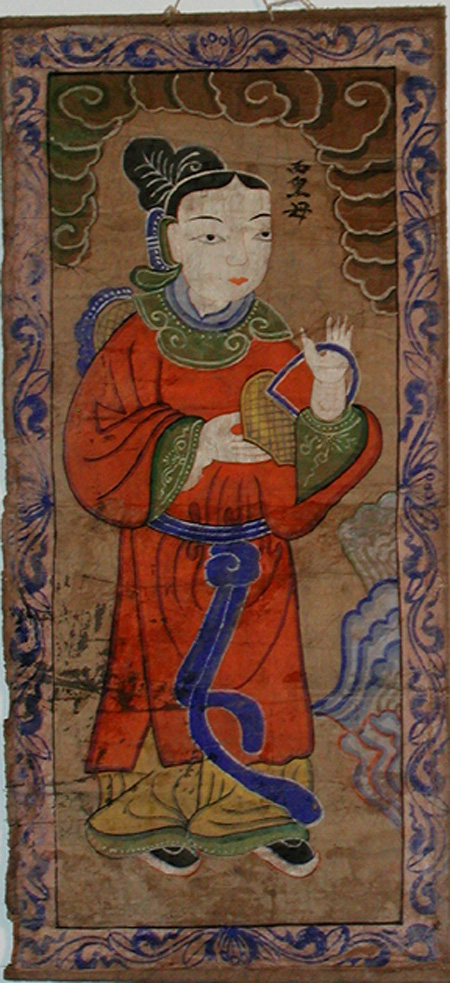
Tranh vẽ "Tây Vương Mẫu" tại Việt Nam, khoảng năm 1800.

Học giả Cát Hồng thời Tấn, viết Chẩm trung thư (枕中書) có đoạn:「"Khi hai cực chưa phân tách, thiên-địa-nhật-nguyệt chưa có đủ, đã xuất hiện Bàn Cổ chân nhân, tự hiệu Nguyên Thủy Thiên vương. Sau đó, ông cùng Thái Nguyên Thánh mẫu thông khí kết tinh, sinh Đông Vương Công cùng Tây Vương Mẫu. Sau lại sinh Địa Hoàng, Địa Hoàng lại sinh Nhân Hoàng"」. Sách Tập thuyết thuyên chân (集說詮真) dẫn "Tiên truyện thập di" (仙傳拾遺) lại nói:「"Tây Vương Mẫu ở giữa Côn Luân, có thành ngàn dặm, 12 tòa ngọc lâu. Bên trái có Ngọc nữ hầu, bên phải có Vũ đồng hạ. Các nữ tiên trong Tam giới thập phương đều là dưới trướng của bà"」.
Bởi vậy từ ấy, Đạo giáo tu sĩ xưng Phù Tang Đại Đế Đông Vương Công làm Nguyên Dương Phụ (元暘父), còn Thái Chân Tây Vương Mẫu là Cửu Quang Huyền Nữ (九光玄女). Đông Vương Công hóa vạn vật, Tây Vương Mẫu hóa vạn linh, Tây Vương Mẫu cũng được tôn xưng Vạn Linh Chúa Mẫu (萬靈主母). Bà ở núi Côn Luân, là chủ quản của các nữ tiên trong tiên giới, là lãnh tụ tối cao của các nữ tiên trong truyền thuyết. Từ đây địa vị của Tây Vương Mẫu một bước lên trời, hình tượng răng hổ mình báo quái dị của thời Sơn Hải kinh đại biến, vì thế Đạo giáo văn nhân lại mổ xẻ hình tượng, nói người mang hình dạng kia không phải Tây Vương Mẫu, mà là 「"Vị thần Bạch Hổ phía Tây, sứ giả của Tây Vương Mẫu"; 西方白虎之神，西王母的使者」. Sách Tiên dao hư kinh (逍遙虛經) một lần nữa khẳng định:「"Người có búi tóc cài đầu chim đái thắng, răng hổ gầm ừ ấy là sứ giả của Tây Vương Mẫu, mà không phải nguyên hình của bà"」.
Thời nhà Đường, hình tượng Tây Vương Mẫu có thể nói là đã rất hoàn hảo. Sách "Dung Thành tập tiên lục" của Đỗ Quang Đình ghi lại:「"Kim Mẫu Nguyên quân, cũng là Cửu Linh Thái Diệu Quy Sơn Kim mẫu. Một hiệu nữa là Thái Linh Cửu Quang Quy Sơn Kim mẫu, lại hiệu Tây Vương Mẫu. Bà là tinh túy của phương Tây, là cực tôn của Động Âm"」. Bà cùng Đông Vương Công được xem là thực hóa của thiên địa, âm dương của trời đất, hiệp trợ thiên địa, tán tương dưỡng dục. Khi các tu tiên đắc đạo, theo quan niệm Đạo giáo, nam giới thì bái tế Đông Vương Công, nữ thì bái tế Tây Vương Mẫu, sau đó mới cùng bái tế Tam Thanh.
Sau khi Tây Vương Mẫu trở thành chủ của chúng nữ tiên, Cửu Thiên Huyền Nữ sau đó cũng được chuyển thành một nữ tiên của Tây Vương Mẫu được sai khiến. Đạo sĩ Trương Quân Phòng (張君房) thời Bắc Tống đã biên soạn "Vân Cấp Thất Thiêm" (雲笈七簽), ghi lại rằng:「"Cửu Thiên Huyền Nữ, là thầy của Hoàng Đế, là đệ tử của Thánh Mẫu Nguyên quân"; 九天玄女者，黃帝之師聖母元君弟子也。」. Theo quan niệm lúc này, Tây Vương Mẫu là "Thánh Mẫu Nguyên quân", người chỉ dạy Hoàng Đế, vì giúp Hoàng Đế mà bà bèn phái Cửu Thiên Huyền Nữ truyền đạt ý của mình trong việc đánh bại Xi Vưu. Trong các sách Sơn đường tứ khảo (山堂肆考), Thông khảo toàn thư (集書詮真) nói rằng Thiết Quải Lý của Bát tiên được Tây Vương Mẫu đem tiên thuật truyền thụ, nên ông mới đắc đạo thành tiên.

### Ngoài truyền thuyết
Theo giáo lý đạo Cao Đài thì Tây Vương Mẫu do hai khí âm dương hóa thân mà thành, quyền phép vô biên vô giới, hữu hữu vô vô, nắm trọn thiên điều trong tay mà tác thành Càn khôn thế giới, còn gọi là Kim Bàn Phật Mẫu.

### Nữ hậu của trời

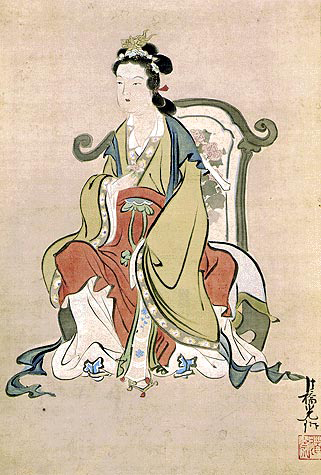
Tạo hình Vương Mẫu nương nương - phối ngẫu của Ngọc Hoàng.

Tuy nhiên, trong nhiều phiên bản dân gian, Tây Vương Mẫu là hôn phối của Ngọc Hoàng Đại Đế, nên xưng gọi "Vương Mẫu nương nương", trở thành một đệ nhất phu nhân tôn quý vô bỉ chốn thiên đình. Mối quan hệ này được miêu tả rất rõ trong Tây du ký của Ngô Thừa Ân, cùng hí khúc Thiên tiên ký (天仙配). Lại có thuyết, Ngọc Hoàng là con thứ 10 (9 người anh trước bị Hậu Nghệ bắn chết) của bà và Thiên Đế, sau khi Thiên Đế bị Ma tộc hại, Ngọc Hoàng Đại Đế lên thay.
Trong Thần tiên truyện (神仙傳) cùng Dung Thành tập tiên lục (墉城集仙錄), bà cùng Hạo Thiên Thiên Đế có 24 con gái, trong đó có năm người là có danh tính, bao gồm:
- Hoa Lâm (华林), con gái thứ 4, hiệu Nam Cực vương phu nhân (南极王夫人)[16].
- Mị Lan (媚兰), con gái thứ 13, hiệu Hữu Anh vương phu nhân (右英王夫人).
- Thanh Nga (清娥), con gái thứ 20, hiệu Tử Vi vương phu nhân (紫微王夫人).
- Dao Cơ (瑶姬), con gái thứ 23, hiệu Vân Hoa phu nhân (云华夫人).
- Uyển La (婉罗), con gái thứ 24, hiệu Thái Chân vương phu nhân (太真王夫人).

Thời nhà Thanh, nam nữ không được tự do yêu đương, các truyền thuyết đương thời như Ngưu Lang Chức Nữ cùng Đổng Vĩnh và Thất tiên nữ đều hình tượng hóa Tây Vương Mẫu là một nữ thần hà khắc, đóng vai trò chính trong việc chia uyên rẽ thúy. Theo một số phiên bản truyện cổ của Ngưu Lang Chức Nữ, Tây Vương Mẫu ban đầu rất ưng thuận việc kết đôi của hai người, song về sau do Chức Nữ quá đắm chìm vào yêu đương, trễ nải kỳ hạn dệt vải mới bị trừng phạt. Ngọc Hoàng Đại Đế muốn chia cắt vĩnh viễn hai người, nhưng Tây Vương Mẫu lấy ngày 7 tháng 7 âm lịch hằng năm cho hai người gặp lại nhau tại cầu Hỉ Thước, khai sinh ra truyền thuyết Thất tịch.
Trong Tây du kí có nói, Tây Vương Mẫu có 1 vườn bàn đào, hay sai 7 tiên nữ đem đào từ vườn đào đến Dao Trì để mở hội Bàn Đào, sau bị Tôn Ngộ Không ăn trộm gần hết. Ở hồi thứ 7, Tôn Ngộ Không bị Phật tổ Như Lai hàng phục, Tây Vương Mẫu dẫn chúng tiên nữ đến bái tạ Phật tổ, rồi lại trở về thiên đình ca múa vui vẻ.

## Tín ngưỡng

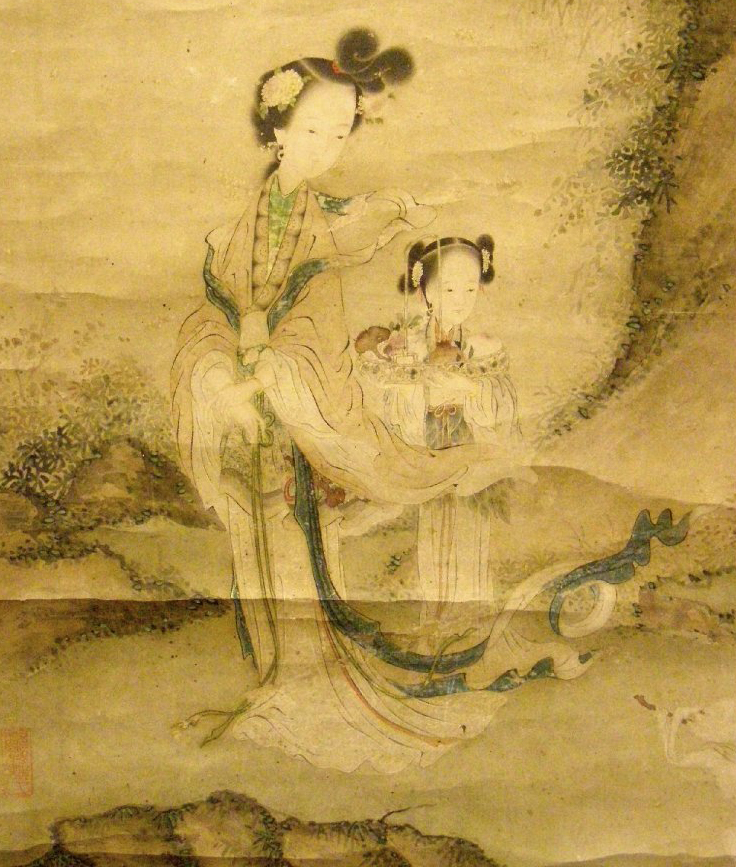
Thời kỳ sau, Tây Vương Mẫu đã thoát khỏi hình tượng tàn ác kỳ dị, trở thành một nữ tiên xinh đẹp.

Ở dân gian truyền thuyết, do tên gọi "Vương mẫu", mà một số cho rằng Tây Vương Mẫu là mẹ của Thiên Đế. Vị giai của bà cùng Đông Vương Công tương xứng, có nói Đông Vương Công là Thiên phụ (天父), cùng Tây Vương Mẫu là Thiên mẫu (天母). Hình tượng của Tây Vương Mẫu một bước lên trời, từ một nữ thần tàn ác, đuôi báo răng hổ kỳ dị, trở thành một nữ thần đầy quyền uy được dân chúng tín nhiệm, tôn thờ, biến hóa thành hình tượng muôn hình khắp mọi nơi. Tây Vương Mẫu trở thành vị nữ thần gắng liền với truyền thuyết trường sinh cổ đại, chủ quản phương Tây, sống trên núi Côn Lôn và là chủ của vườn đào tiên. Tượng trưng của bà là Bàn đào cùng Tam túc điểu (三足鸟).
Dân gian còn cho rằng, Tây Vương Mẫu có ngày 3 tháng 3 là ngày sinh, và cho rằng đó là ngày bà mở Hội Bàn Đào, nên cúng tế bà. Đạo Cao Đài lấy ngày rằm của tháng 8 là ngày Hội Yến Diêu Trì, tức là ngày hội của Tây Vương Mẫu với con cái của bà, chứ không có ngày đản sanh. Bà là chúng tiên chủ mẫu, chuyên mở hội yến chiêu đãi chúng tiên, còn quản chuyện sinh con và hôn nhân, đôi khi bị nhầm lẫn với Bích Hà Nguyên quân (碧霞元君) của vùng Hoa Bắc.
Lúc ban đầu, Tây Vương Mẫu từng có một đoạn ngắn ngủi chuyên quản hình phạt tư binh và thiên tai. Trong Hán Vũ Đế nội truyện, Tây Vương Mẫu được mô tả đeo một thanh kiếm gọi là Phân Cảnh, chính là bằng chứng cho thấy hình ảnh của Tây Vương Mẫu trong thời gian này vẫn còn là một nữ thần có hơi hướng chiến binh, uy phong lừng lẫy, dù bắt đầu đã có xu hướng mềm mại hóa bà. Về sau sang thời nhà Đường, hình ảnh này của Tây Vương Mẫu bị chuyển cho Cửu Thiên Huyền Nữ, một đệ tử của bà, minh chứng là việc Huyền Nữ thay bà đem binh pháp cho Hoàng Đế, trợ giúp đánh bại Xi Vưu.
Phân tích theo quỹ đạo tín ngưỡng dân gian, hình tượng Tây Vương Mẫu thực chất có lẽ phát triển từ hình ảnh các Nữ tư tế thực hiện các bí thuật cổ đại, gọi là Vu thuật (巫術) theo Hán ngữ hoặc Thuật phù thủy theo lối nói phương Tây. Xã hội nguyên thủy là thời kỳ các thị tộc mẫu hệ phát triển nhất, Nữ tư tế đều là các phụ nữ danh cao vọng trọng trong bộ lạc đảm nhiệm. Với tín ngưỡng còn rất mạnh trong xã hội thị tộc, một Nữ tư tế rất có tiếng nói, là người tối cao và có địa vị quyết định nhất trong toàn thể thị tộc, vì theo quan niệm khi ấy bà là sứ giả của thần linh. Nữ tư tế phụ trách chủ trì hiến tế, mà hoạt động hiến tế thì phải giết vật tế (gồm động vật và cả người sống), hoạt động trọng yếu nhất của các buổi lễ, do đó đều do Nữ tư tế đích thân làm. Đây có lẽ là một trong những nguyên nhân chính khiến Tây Vương Mẫu trong một thời gian được coi như một tử thần vậy.
Một ghi chép thời Tây Hán cho thấy việc thờ cúng Tây Vương Mẫu vào thời gian này rất mạnh. Đó là năm Kiến Bình thứ 4 (3 TCN) thời Hán Ai Đế, đại hạn, dân chúng lầm than, rất nhiều dân chúng từ Quan Đông ly hương chạy nạn, trong quá trình ấy nhiều người lấy những cây lúa gié làm thành Tây Vương Mẫu trù (西王母筹), hương khói lên Tây Vương Mẫu, cầu xin sự phù hộ của nữ thần. Trải khắp hơn 26 quận, tới Đế đô cùng Kinh sư, nơi nào cũng có ca vũ cầu tế Tây Vương Mẫu.

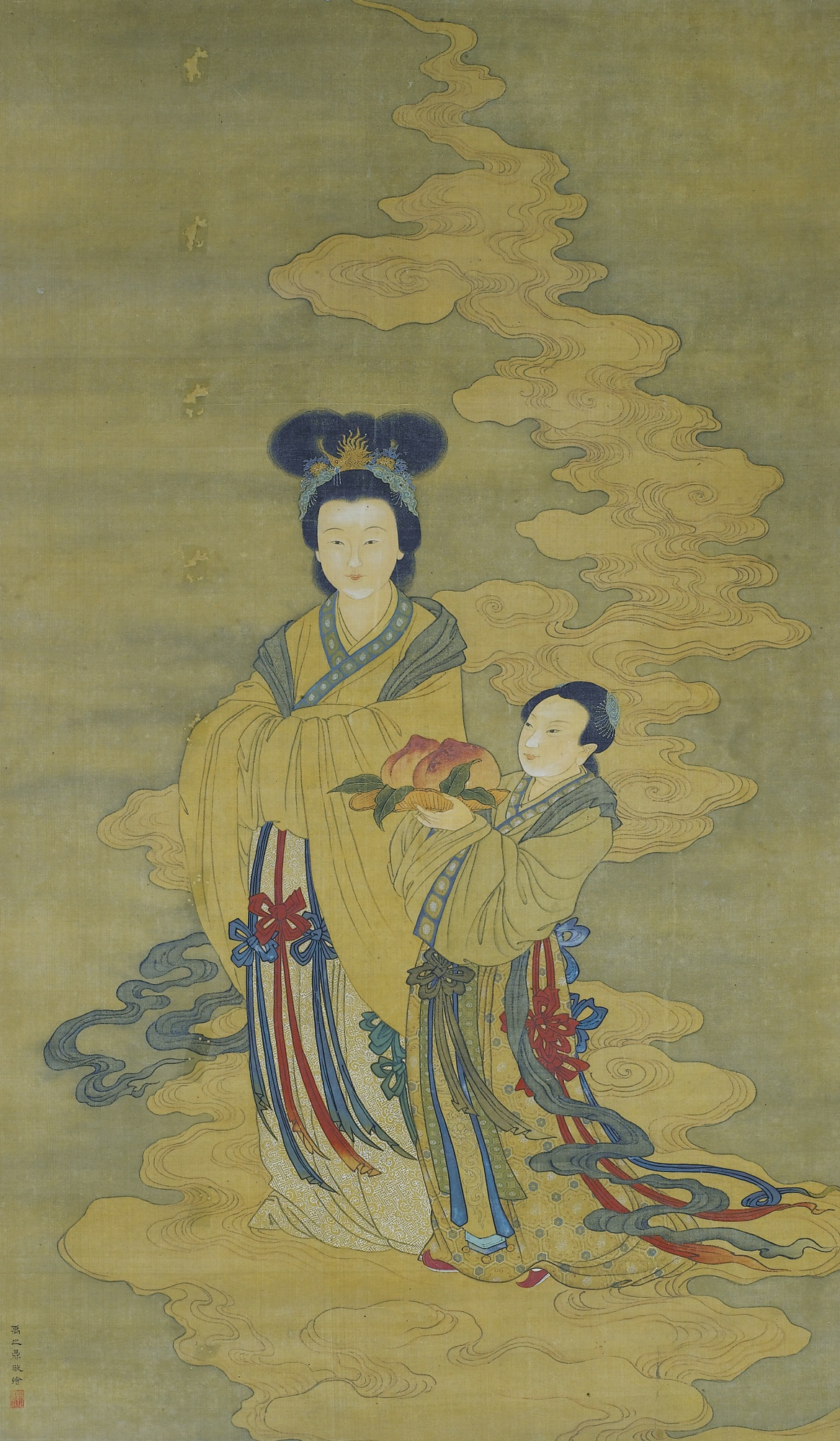
Tranh vẽ Tây Vương Mẫu thời nhà Thanh.

Sự kiện này có thể xem là một bước tiến lớn trong sự thờ cúng Tây Vương Mẫu, vì lúc này dân gian tai ương khắp nơi, tín ngưỡng thần linh cũng chỉ là một biện pháp an ủi mà thôi. Tây Vương Mẫu được thờ cúng rộng rãi, sau đó được công nhận như một tín ngưỡng lớn đời Hán do quan niệm dân gian, biến hình tượng Tây Vương Mẫu được các tu sĩ Đạo giáo chú ý. Tây Vương Mẫu chủ trì trường sinh thuật, rất hợp phương châm theo đuổi sự sống dài lâu của Đạo giáo, do đó ta có thể thấy tình trạng tu sĩ Đạo giáo biên soạn lại "lai lịch" cho Tây Vương Mẫu, biến một nữ thần hung ác ở hướng tây trở thành một Mẫu tiên, cùng Đông Vương Công chia sẻ sự ảnh hưởng trong tôn giáo. Quá trình sau đó ngày càng biến đổi, Đông Vương Công dần bị đồng nhất thành Ngọc Hoàng Đại Đế, do đó Tây Vương Mẫu phải trở thành "vợ" của Ngọc Hoàng, chính là hình ảnh hoàn chỉnh "Vương mẫu nương nương" về sau của bà. Sách Tiêu thị dịch lâm (焦氏易林) tổng kết những điều cầu xin mà dân chúng hay cầu Tây Vương Mẫu: 
1. Tứ tử (赐子): cầu thần ban con trai;
2. Gia tộc hưng vượng (家族兴旺): cầu cho gia đình giàu có;
3. Viễn du bình an (远游平安): cầu phù hộ bình an trong chuyến đi xa;
4. Trường thọ (长寿): cầu cho sống lâu;
5. Phúc lộc (福禄): cầu phúc và lộc;
6. Xu cát tị hung (趋吉避凶): cầu cho may mắn đến, tránh điềm xấu;
7. Hôn giá mỹ mãn (婚嫁美满): cầu cho hôn nhân hạnh phúc;

Vì những "ban phát" này của Tây Vương Mẫu, từ đời Hán đến nay việc thờ cúng bà rất tấp nập, rất nhiều người dâng của cải trong việc tôn thờ Tây Vương Mẫu.
Tuy địa vị trong Đạo giáo của Tây Vương Mẫu đã định, song sự ảnh hưởng trong dân gian theo dần năm tháng cũng vơi đi. Trong hàng ngũ các nữ thần Trung Hoa, phía Nam nổi lên Nữ thần biển Thiên Hậu Thánh mẫu (còn gọi Ma Tô), phía Đông Bắc lại có Bích Hà Nguyên quân, các tín ngưỡng địa phương của hai vị nữ thần này ngày càng vượt xa so với Tây Vương Mẫu, đặc biệt nhất là Thiên Hậu Thánh mẫu - nữ thần biển có ảnh hưởng lớn trong tín ngưỡng người Hoa di cư.
Bên cạnh đó, Tây Vương Mẫu hay bị đồng hóa trong dân gian với hình tượng Vô Sinh Lão Mẫu (无生老母), nên các truyền thuyết về bà cũng ngày càng phong phú, dần dần hình tượng "Vô Sinh Lão Mẫu" nguyên thủy bị nuốt chửng, hình tượng Tây Vương Mẫu hoàn toàn chiếm trọng tâm trong các truyền thuyết. Do sự việc này, Tây Vương Mẫu còn được tôn xưng là Dục Hóa Thánh Mẫu (育化圣母), Duy Hoàng Thượng đế (维皇上帝), gọi tắt là Mẫu Nương (母娘).